# Àustria Lliure Neutral
Àustria Lliure Neutral (alemany Bündnis Neutrales Freies Österreich, NFÖ) és un partit polític austríac fundat el 17 de març de 2003. Es presentà a les eleccions legislatives austríaques de 2006 amb el nom Fora de la UE-Àustria Lliure Neutral (EU-Austritt – Neutrales Freies Österreich), però només presentà llistes a Vorarlberg, Tirol, Caríntia, Salzburg i Viena i no va assolir el 4% dels vots, obtenint només el 0,23%. El seu programa era d'orientació cristiana i centrat en la sortida austríaca de la Unió Europea.